# Nanpara (ciutat)
Nanpara és una ciutat i municipi del [districte de Bahraich], a Uttar Pradesh, situada a 27° 52′ N, 81° 30′ E / 27.867°N,81.500°E. Consta al cens del 2001 amb una població de 42.771 habitants. El 1901 eren 10.601 habitants.
Fou fundada segons la tradició per un venedor d'oli anomenat Nidhai, i el nom donat, Nidhaipurwa, es va corrompre a Nadpara i més tard a Nanpara. El 1630 la població i altres quatre foren cedides a un afganès de nom Rasul Khan, al servei de Shah Jahan, que va fundar l'estat de Nanpara. La municipalitat es va establir el 1871.